# Hyphessobrycon axelrodi
Hyphessobrycon axelrodi är en fiskart som först beskrevs av Travassos, 1959.  Hyphessobrycon axelrodi ingår i släktet Hyphessobrycon och familjen Characidae. Inga underarter finns listade i Catalogue of Life.